# Каза Перзоли (Павија)
Каза Перзоли је насеље у Италији у округу Павија, региону Ломбардија.
Према процени из 2011. у насељу је живело 10 становника. Насеље се налази на надморској висини од 402 м.